# Sinna joiceyi
Sinna joiceyi är en fjärilsart som beskrevs av Louis Beethoven Prout 1922. Sinna joiceyi ingår i släktet Sinna och familjen trågspinnare. Inga underarter finns listade i Catalogue of Life.